# Groß Radener See
Der Groß Radener See, auch Binnensee genannt, liegt etwa fünf Kilometer nordöstlich von Sternberg. Das ungefähr 1200 Meter lange und bis zu 340 Meter breite Gewässer ist Teil der Sternberger Seenlandschaft. Der See gliedert sich in ein kleineres West- und ein größeres Ostbecken. Das Wasser ist sehr klar. Über schmale Durchfahrten ist der See mit dem Trenntsee und Großen Sternberger See verbunden. Am See liegt auf einer Halbinsel im Osten die Slawenburg Groß Raden. Das Nordufer ist sehr steil, hier befindet sich auch der namensgebende Ort Groß Raden. Der See liegt komplett auf dem Stadtgebiet Sternberg, grenzt aber am Südufer an die Gemeinde Witzin. Der Übergang zum Trenntsee ist sumpfig.